# 日本エアシステム機徳之島空港着陸失敗事故
日本エアシステム機徳之島空港着陸失敗事故（にほんえあしすてむきとくのしまくうこうちゃくりくしっぱいじこ）は、2004年（平成16年）1月1日に発生した航空事故である。
鹿児島空港発徳之島空港行きだった日本エアシステム979便（マクドネル・ダグラス MD-81）が、徳之島空港への着陸時に左主脚が破損し左翼が滑走路に接触した。乗員乗客169人中3人が負傷した。

## 飛行の詳細

### 事故機

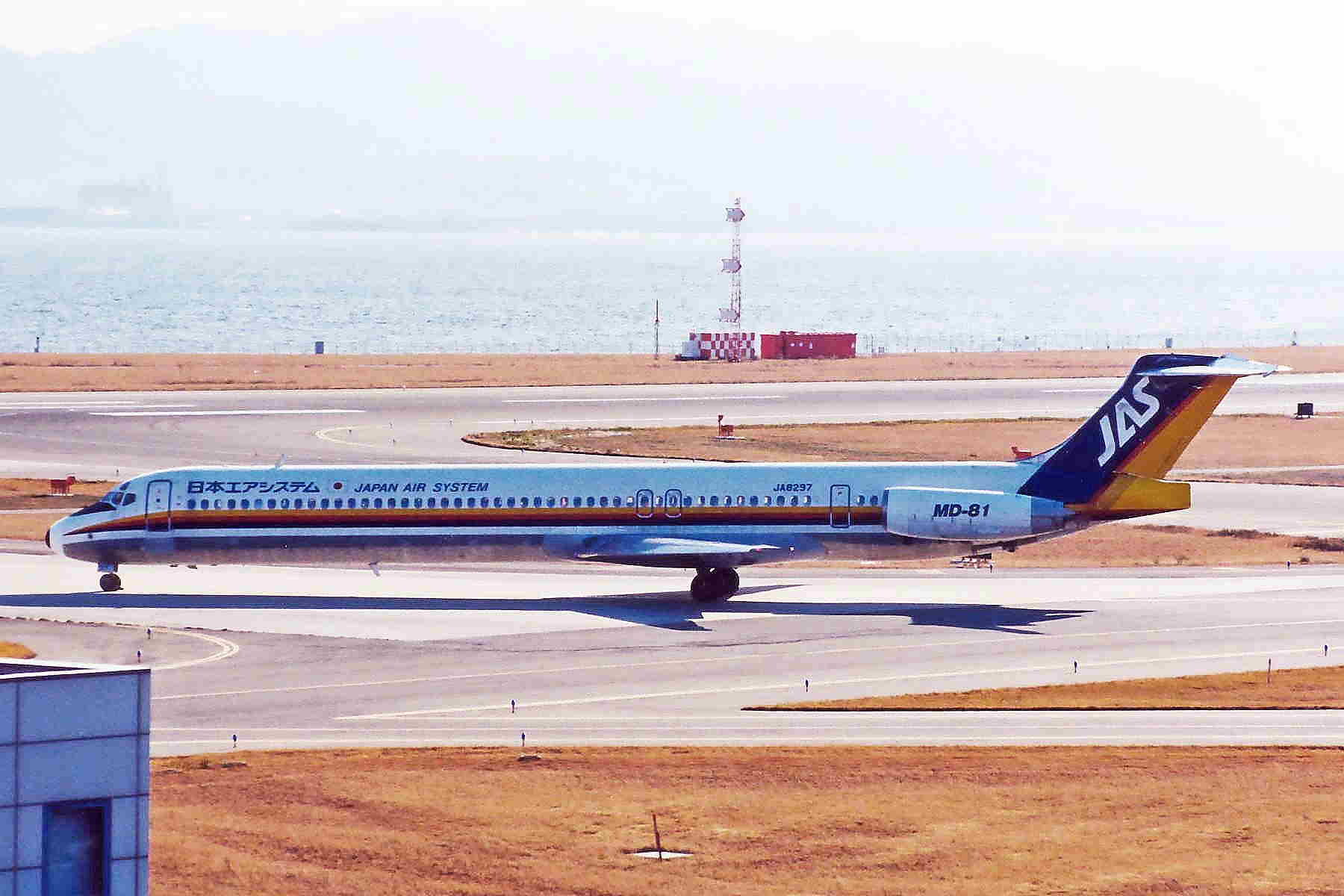
1999年1月に撮影された事故機

事故機のマクドネル・ダグラス MD-81は1990年に初飛行を行っていた。同年8月に日本エアシステムに納入され、JA8297として登録された。事故当時の総飛行時間は26,050時間で、2002年の10月8日に定期点検（C整備）を受けていた。
事故後、2004年に事故機は経営統合に伴い日本航空へ継承され、2009年にはベネズエラのLASER航空へ売却され、2019年現在も運航されている。

### 乗員乗客
機長は62歳男性で総飛行時間は20,497時間時間だった。同型機では、12,832時間飛行しており、飛行教官としての資格も保有していた。
副操縦士は36歳男性で、総飛行時間は5,533時間だった。同型機では3,403時間飛行していた。

## 事故の経緯
979便は、鹿児島空港を15時36分に離陸し、巡航高度の26,000フィート (7,900 m)まで上昇し、水平飛行に移った。
16時17分51秒、機長は徳之島空港の滑走路01を視認し、有視界飛行方式での滑走路01への進入を継続した。60フィート (18 m)でエンジン出力が抑制し始められ、9フィート (2.7 m)でアイドルにされた。16時23分47秒、979便は速度133ノット (246 km/h)、僅かな機首上げ姿勢で滑走路に接地した。1秒後、衝撃音と共に、着陸装置の警報が作動した。機体は左に傾き、パイロットは方向舵で姿勢を建て直そうとした。機体は滑走路端から1,750m地点で停止し、パイロットは管制官に事故を報告し、滑走路は閉鎖された。

## 事故調査
航空・鉄道事故調査委員会（ARAIC）が事故調査を行った。調査にはARAICの調査官3人の他、国家運輸安全委員会（NTSB）の調査官も参加した。2005年5月27日、ARAICは経過報告書を発行した。

### 左主脚のシリンダー
事故後、日本エアシステムは同型の着陸装置を備えた機材の点検を行った。その結果、別のMD-81（JA8496）のシリンダーにも亀裂が生じていたと判明した。検査を行っていない他の5機のMD-81は運航を一時的に停止することとなり、13便が欠航した。また、記録からMD-80シリーズではシリンダーの破損事故が1995年4月、1997年4月、2001年5月、2003年10月と過去に4件発生したことが判明した。この4件の事故を受けて製造業者はサービス・ブリテンを発行し、シリンダーの検査を行うべき着陸回数や検査間隔を改訂していた。
事故機の左主脚のシリンダーは金属疲労により破断したと結論付けられた。部品の取り付け時に生じたと思われる亀裂は少しずつ大きくなっていき、979便が着陸した時の衝撃により限界を迎えたと推定された。定期検査においても、マクドネル・ダグラスが適切な検査間隔や検査時間を設定していなかったため、亀裂が見逃された。亀裂は3つ生じており、3-5.2mmの長さまで成長していた。

### 事故原因
事故機が徳之島空港へ着陸した際、疲労亀裂が生じていた左主脚のシリンダーが破断し、機体は左へ傾いた。そのため、左主翼が滑走路面に接触し、機体が損傷したと結論付けられた。また、ARAICは亀裂が見逃された原因として製造業者の検査間隔の設定が不十分であったことを挙げた。